# Franz Haggenmiller
Franz Sales Haggenmiller (* 1871; † 1945) war ein deutscher Maler.
Haggenmiller war in München ansässig und dort als Maler und Restaurator tätig. Er war unter anderem Lehrer von Friedrich Karl Thauer.
1947 wurde im Münchner Stadtteil Milbertshofen die Haggenmillerstraße nach ihm benannt.